# 京阪1550型電車
京阪1550型電車（けいはん1550がたでんしゃ）は、京阪電気鉄道が優等列車運用への充当を目的として1927年（昭和2年）に導入した電車（制御電動車）である。翌1928年（昭和3年）には増備形式である1580型が導入された。
両形式の共通事項として、構体に全鋼製車体を採用したほか、優等列車運用に適する転換クロスシートを備え、「ロマンスカー」と呼ばれた。現在、小田急電鉄の特急で使われている「ロマンスカー」の語源はここにあるといわれる。
1929年（昭和4年）の大改番に際して、1550型は600型（初代）、1580型は700型（初代）とそれぞれ形式を改め、座席のロングシート化など各種改造を経て1965年（昭和40年）まで運用された。

## 仕様

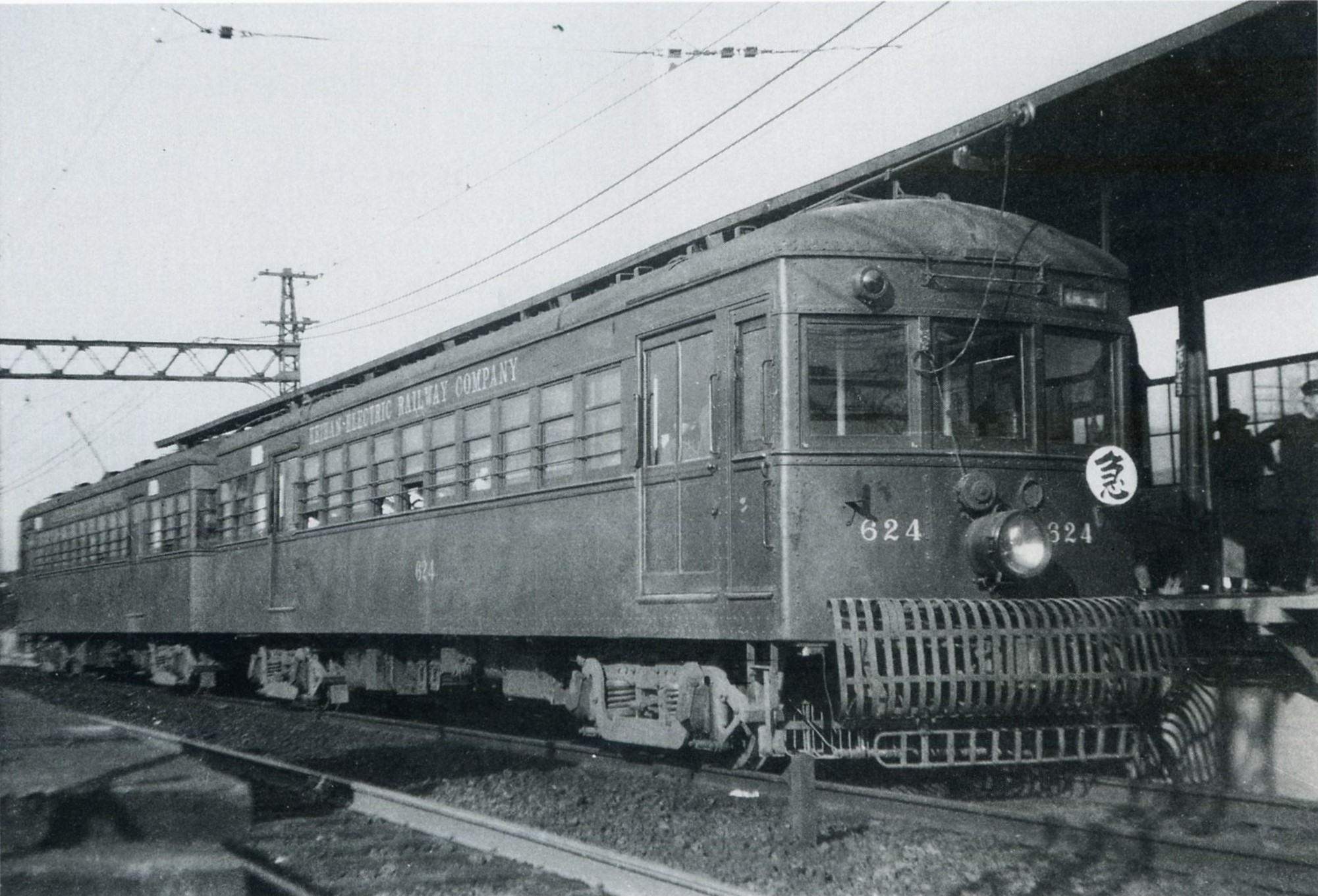
(初代)600型（1930年、七条駅）

### 1550型
1927年に1551 - 1580の30両が新造された。製造は1551 - 1556・1563が日本車輌製造、1557 - 1562・1571 - 1580が汽車製造、1564 - 1570が藤永田造船所である。
京阪初の全鋼製車体を採用、車内座席を扉横がロングシートである他は転換クロスシート仕様とした。
車長は当時の京阪線における地上施設の制約から16,930 mmと短いものの、当時としては珍しい片運転台（3枚窓非貫通式）車両で同形式車を背中合わせに連結した2両固定編成で運用された。
窓配置はdD (1) 9D (1) 2（d：乗務員扉、D：客用扉、 (1) ：戸袋窓）と変則的な配置となっており、客用扉は当初すべて手動であったが、1551 - 1554が1928年9月付で、それ以外は1929年9月付で連結面側のみ自動扉化された。これは、閑散駅での客扱いの便を考慮したもので、一旦連結面側客用扉をスイッチ操作で閉じた後、車掌と運転士の判断でホームの前後から駆け込んでくる乗客を受け入れてから手動でドアを閉じる、という取扱が一般に行われていたが故の変則配置であった。もっともこれは戦後、乗客数の増大で3両編成以上で運用されるようになるとそのままでは使用が困難となり、順次運転台寄り扉の自動扉化が施工されている。
また、本形式の連結器は当初すべて通常の並形自動連結器が装着されていたが、1933年から1935年にかけて2両固定編成化が実施された際に、他形式との連結の可能性のなくなった連結面間のものに限って遊間がなく、衝撃の少ない密着連結器への交換工事が実施され、乗り心地の改善が図られた。
当初の車体塗色はダークグリーン一色で、側面幕板部に「KEIHAN ELECTRIC RAILWAY COMPANY」とレタリングされ、床下両端に大きな排障器（カウキャッチャー）を装着しておりアメリカ合衆国のインターアーバンを彷彿させるものとなっていた。
主電動機（TDK-517A）・主制御器（ES-155A）は東洋電機製造製で、集電装置は当初2本ポールであったが、1932年にパンタグラフ化で東洋電機製造製C3が設置された。また、制動装置はWH社製M三動弁によるAMM自動空気ブレーキ（Mブレーキ）、空気圧縮機はWH社製DH-25 で、台車は住友製鋼所製 ST 78-34であった。なお、台車のイコライザ（釣り合い梁）は当初、弓形であったが、620 - 630はポール時代にU形に改造されている。

### 1580型
1928年に1581 - 1590の10両が新造された。製造は1581 - 1584が日本車輌製造、1585 - 1590が川崎車輌である。基本的には600型と同様の全鋼製車体を備えるが、車長が18,210 mmに延伸され、両運転台になった点が異なっており、1両に3枚窓非貫通式と貫通式の2つの「表情」があった。
運転台のマスコン・ブレーキハンドルはダッシュボードの中に埋め込まれた形状で、床はリノタイル貼りによる市松模様となり、運転台背後に鏡が設けられた。レタリングは側面幕板部が「KYOTO-OSAKA LINE」、同腰板部が「KEIHAN ELECTRIC RAILWAY LINE」となった。機器は1550型とほぼ同様であるが、台車が日本車輌製造製NS 84-35（軸距2,130mm、車輪径914mm）に変更された。また、この関係で歯車比が1550型の66:23=2.87から62:27=2.295へ変更され、全負荷時定格速度が40km/hから53km/hに向上している。
同線の急行列車に1550型・1580型は集中投入され、並行する東海道本線に対抗した。両形式の製造当時に運輸課乗客掛長だった村岡四郎（後に社長）の回想によると『「ロマンスカー」という名称について、どこをどう間違ったのか「寝ていける電車」かと電話で聞いてきた者もよくいた』という。また、この車両の投入による乗客の増加により、運輸収入が大きく増加し、その功績は「永劫不滅のものがある」と村岡は賞賛している。

## 変遷
1929年に1550型は600型（初代）601－630、1580型は700型（初代）701－710と、それぞれ形式・車番を改めた。
戦時中より輸送力増強のためにロングシート化され、1952年に全車が完了した。500型は1938年に両運転台ともに貫通化されたが、600型および700型の非貫通側は貫通化されなかった。
戦争中には一時期一部の車両のモーターが取り外され、休車扱いになったりもしたが、戦後になり再度電装されている。この際、706 - 710は従来の電動機を廃棄の上、TDK-553-2BH（90kw）が1両に2基装架された。1949年ごろから上半クリーム色・下半緑色になり、さらに1953年ごろから上半クリーム色・下半茶色になったが、1957年の1650型登場後は、上半若草色・下半青緑色に塗り替えられた。
704は1952年の事故で前頭部を大破した後、2枚窓の正面で復旧した。これが乗務員に評判がよかったため、500型の更新にあたって2枚窓が採用されることになったといわれている。
600型は1960年より、700型は1964年より車体更新工事を受け、1650型の車体をベースにした3扉全金属車体の一般車となった（京阪600系電車 (2代)を参照）が、初期に更新されなかった601・02・07－12・15・16・19－22・27－30の非運転台側・700型全車の貫通式運転台側に大阪地下線入線対策としてホロならびに側窓保護棒が設置されている。
更新後、当初は主に急行列車に充当されたが、やがて区間急行・普通列車への充当が多くなり、1983年の京阪線1500V昇圧に伴い、運用を離脱した。